# Municipalità distrettuale di Harry Gwala
La municipalità distrettuale di Harry Gwala (in inglese Harry Gwala District Municipality), già municipalità distrettuale di Sisonke, è un distretto della provincia del KwaZulu-Natal e il suo codice di distretto è DC43.
La sede amministrativa e legislativa è la città di Ixopo e il suo territorio si estende su una superficie di 10.547 km².
Una parte del territorio della municipalità distrettuale è un DMAs, chiamato KZDMA43.

## Geografia fisica

### Confini
La  municipalità distrettuale di Harry Gwala confina a nord e a est con quella di Umgungundlovu, a est e a sud con quella di Ugu, a sud con quella di Oliver Tambo (Provincia del Capo Orientale), a sud e a ovest con quella di Alfred Nzo (Provincia del Capo Orientale) e a ovest con il District Management Areas KZDMA43.

### Suddivisione amministrativa
Il distretto è suddiviso in 5 municipalità locali:
- Dr Nkosazana Dlamini-Zuma
- Umzimkhulu
- Greater Kokstad
- Ubuhlebezwe